# چیرانجیوی سارجا
چیرانجیوی سارجا (به انگلیسی: Chiranjeevi Sarja؛ زادهٔ ۱۷ اکتبر ۱۹۸۰ – درگذشتهٔ ۷ ژوئن ۲۰۲۰) بازیگر هندی بود که در سینمای کانارایی ظاهر شد. سارجا در طول ۱۱ سال فعالیت‌خود، در بیش از ۲۰ فیلم ظاهر شد.

## زندگی شخصی
در اکتبر سال ۲۰۱۷، او با بازیگر نقش مهمانا راج نامزد کرد. آن‌ها در ۳۰ آوریل ۲۰۱۸ در یک مراسم مسیحی ازدواج کردند، و به دنبال آن یک مراسم عروسی سنتی هندو در تاریخ ۲ مهٔ ۲۰۱۸ در کاخ زمین برگزار شد.

## فیلم‌شناسی
| سال      | فیلم            | نقش               | یادداشت                                     |
| -------- | --------------- | ----------------- | ------------------------------------------- |
| ۲۰۰۹     | وایوپوترا       | بالو              | جایزهٔ فیلم نوآورانه بهترین فیلم (اولین مرد) |
| ۲۰۱۰     | گاندده          | کریشنا            | [ ۷ ]                                       |
| ۲۰۱۰     | چیرو            | چیرو              | [ ۸ ]                                       |
| ۲۰۱۱     | دندام داشاگونام | Surya IPS         | [ ۹ ]                                       |
| ۲۰۱۱     | کمپگودا         | رم                | حضور کمئو                                   |
| ۲۰۱۳     | وارادانایاکا    | هاری              | [ ۱۱ ]                                      |
| ۲۰۱۳     | سوت             | رم                | [ ۱۲ ]                                      |
| ۲۰۱۴     | چاندرالخا       | چاندو             | [ ۱۳ ]                                      |
| ۲۰۱۴     | آجیت            | آجیت              | [ ۱۴ ]                                      |
| ۲۰۱۵     | رودرا تانداوا   | شیواج             | [ ۱۵ ]                                      |
| ۲۰۱۵     | آاتاگارا        | آقاییتجی          | [ ۱۶ ]                                      |
| ۲۰۱۵     | رام-لئلا        | رم                | [ ۱۷ ]                                      |
| ۲۰۱۷     | آک              | ارژون / شیوا      | [ ۱۸ ]                                      |
| ۲۰۱۷     | بهاراری         | به عنوان یک سرباز | حضور کمئو                                   |
| ۲۰۱۸     | پرما براها      | خودش              | حضور کمئو در آهنگ "Jai Hanumantha"          |
| ۲۰۱۸     | سامرهارا        | شریشیلا           | [ ۲۱ ] [ ۲۲ ]                               |
| ۲۰۱۸     | سیزر            | سیزر              | [ ۲۳ ]                                      |
| ۲۰۱۸     | آما دوستت دارم  | سیذارت            | [ ۲۴ ]                                      |
| ۲۰۱۹     | سینگا           | سینگا             | [ ۲۵ ]                                      |
| سال ۲۰۲۰ | خاکی            | چیرو              | [ ۲۶ ]                                      |
| سال ۲۰۲۰ | آادیا           | آدیتا شانکار      | [ ۲۷ ]                                      |
| سال ۲۰۲۰ | شیواجونا        | شیوا              | [ ۲۸ ]                                      |
| سال ۲۰۲۰ | رجامارتاندا     | رجا               | [ ۲۹ ] [ ۳۰ ]                               |
| سال ۲۰۲۰ | آوریل           | ن/م               | [ ۳۱ ] [ ۳۲ ]                               |
| سال ۲۰۲۰ | رانام           | ن/م               | [ ۳۳ ] [ ۳۴ ]                               |
| سال ۲۰۲۰ | کاشاتریا        | ن/م               | [ ۳۵ ]                                      |